# فيل جون
فيل جون (بالإنجليزية: Phil John)‏ هو لاعب اتحاد الرغبي بريطاني، ولد في 25 أبريل 1981 في Gorseinon ‏ في المملكة المتحدة.